# Saku (Brauerei)

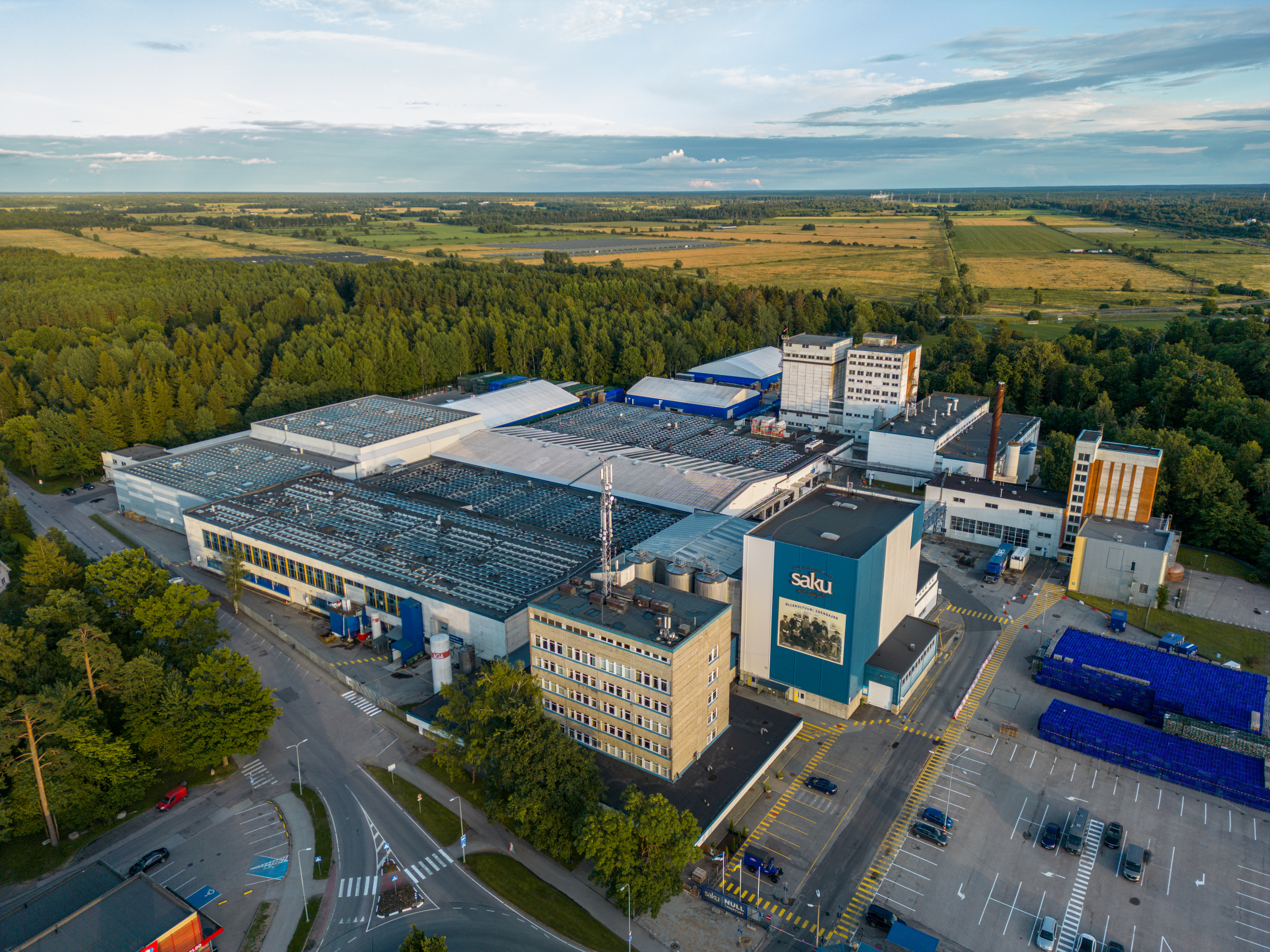
Saku Õlletehase AS

Die Firma Saku Õlletehase AS ist die älteste Brauerei und der bedeutendste Getränkehersteller in Estland. Sie ist nach dem Ort Saku benannt, in dem sie ihren Sitz hat.

## Geschichte
Die Geschichte der Brauerei geht auf das Jahr 1820 zurück, als der deutschbaltische Gutsbesitzer Graf Karl Friedrich von Rehbinder (1764–1841) in Saku eine Brauerei und eine Schnapsbrennerei gründete. 1849 gingen das Gutshaus und die Brauerei in das Eigentum der Familie Baggo über. Diese modernisierte im Jahr 1876 die Brauerei und baute sie zu einem professionellen Betrieb aus. Ab dem Ende des 19. Jahrhunderts war Saku eine der bekanntesten Brauereien Estlands. Einen Aufschwung erlebte die Firma insbesondere durch die Fertigstellung der Eisenbahnverbindung zwischen Saku und Tallinn 1899. Im selben Jahr wurde die Brauerei in eine Aktiengesellschaft umgewandelt.
In der Zeit der Estnischen SSR war die Brauerei ein Staatsbetrieb. Vor allem 1976 wurden die Anlagen noch einmal erweitert. Nach Wiedererlangung der estnischen Unabhängigkeit wurde die Saku Brauerei privatisiert und als Joint Venture wiederbelebt. Seit 1995 ist sie wieder eine Aktiengesellschaft. 
Der von 1903 bis 1992 betriebene Standort ist heute ein Brauereimuseum.

## Saku heute

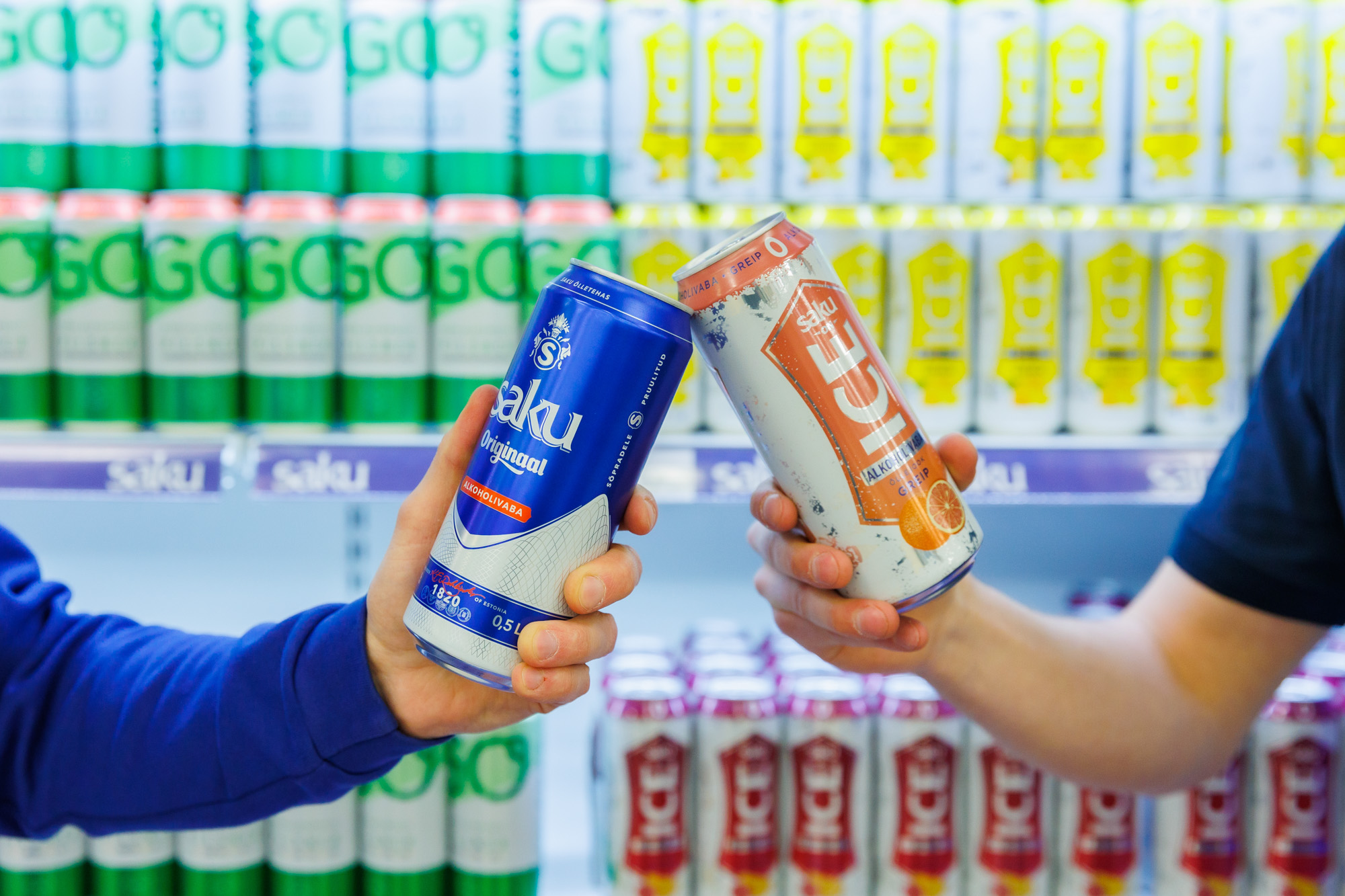
Saku Originaal, Saku On Ice

Saku Õlletehas ist heute der größte Getränkehersteller Estlands. Seit dem 20. September 2008 ist Saku zu 100 % im Eigentum der Carlsberg-Gruppe.
Neben Bieren stellt Saku auch Biermischgetränke, Mineralwasser, Cider und andere Getränke folgender Marken her:
- Saku (Biere)
- Karl Friedrich (Bier)
- Go (alkoholfreies Bier)
- Saku On Ice (Biermischgetränke)
- Saku Antvärk (Craft Beer und Cidre)
- Tuborg, Carlsberg, Kronenburg und andere Konzernmarken
- Sommersby (Cidre)
- Barley Bros. (Fassbrause)
- Vichy (Mineralwasser)